# Кушлик Петро Іванович
Петро Іванович Кушлик (нар. 22 березня 1954, Калуш Івано-Франківської області, Української РСР, СРСР) — заслужений тренер України з футболу.
1988 — закінчив Луцький Державний Педагогічний Університет (фізичне виховання)
1989—1991– закінчив Вищу школу тренерів в Москві.
Двічі проходив місячну практику в клубі «Динамо» Київ. Тренер: В. Лобановський.

## Футбольна біографія
З 1971- 81 клуб «Спартак» м. Івано-Франківськ 1-ша Ліга СССР, зіграв матчі: 385.
Кубку СССР 27.
Чемпіон СССР 1972 року — перехід в першу лігу
Майстер спорту СССР
Кар'єра тренера:
1981—1983 — старший тренер СДЮШОР «Прикарпаття»
1984—1988 — тренер ФК «Спартак» Івано-Франківськ 1 Ліга
З 1992—2000 — робота в Республіці  Польща 3-2-1 дивізіонах.
З 1999—2000 — клуб «Відзєв» Лодзь 1-й дивізіон Р. Польща
З 2001—2005 — старший тренер команди Вольш — Луцьк 1 Ліга
З 2005—2007 — старший тренер  ФК «Закарпаття» Ужгород
Досягнення тренера:
1992—1998 — В/чемпіон 3 дивізіонів Р. Польщі з командами «Гранат» Скаржиско — Кам. «Тлокі» Гожице, Хетьман Влощова «Авіа» Світнік.
1998 — визнаний найкращим тренером року 3-го дивізіону.
2002 — Чемпіон України 1-ша ліга і перехід у вищу лігу ФК «Волинь» Луцьк.
2002—2003 — 6-те місце і півфіналіст Кубку України «Динамо» Київ — «Волинь» Луцьк.
2006—2007 — В/Чемпіон України 1 Ліга ФК «Закарпаття» Ужгород і перехід у Вищу лігу.
2010—2014 — старший тренер к-ди «Прикарпаття» Івано-Франківськ
2007 — медаль — спортивна слава Прикарпаття
2010 — посвідчення до почесної нагороди ФФУ медаль «за заслуги»
1 лютого 2018 року був представлений як головний тренер надвірнянського «Бескиду»